# تينا ماجورينو
تينا ماجورينو (بالإنجليزية: Tina Majorino) هي ممثلة أمريكية، ولدت في 7 فبراير 1985 في الولايات المتحدة.

## أعمال

### أفلام
- (1995) عالم الماء[4][5]
- (2014) فيرونيكا مارس

### مسلسلات
- تشريح غراي
- فيرونيكا مارس
- كاسل

## وصلات خارجية
- تينا ماجورينو على موقع IMDb (الإنجليزية)
- تينا ماجورينو على موقع روتن توميتوز (الإنجليزية)
- تينا ماجورينو على موقع ألو سيني (الفرنسية)
- تينا ماجورينو على موقع أول موفي (الإنجليزية)
- تينا ماجورينو على موقع قاعدة بيانات الأفلام السويدية (السويدية)
- تينا ماجورينو على موقع إن إن دي بي (الإنجليزية)
- تينا ماجورينو على موقع قاعدة بيانات الفيلم (الإنجليزية)
- تينا ماجورينو على موقع كينوبويسك (الروسية)